# Marsdenia heterophylla
Marsdenia heterophylla là một loài thực vật có hoa trong họ La bố ma. Loài này được (E. Fourn.) Rothe mô tả khoa học đầu tiên năm 1915.